# أبو حامد الصاغاني
أبو حامد أحمد بن محمد الصاغاني، المعروف بـأبو حامد الصاغاني أو أبو حامد الأسطرلابي (نسبةً إلى آلة الأسطرلاب)، هو أحد العلماء المسلمين البارزين. عاش قرب مرو. كان فاصلًا في الهندسة والهيئة، إلا أنه تفرغ للهيئة وعلم الفلك، واخترع عدة أدوات تساعد على تحديد تساوي الزوايا الهندسية. كان له اهتمام كبير بتصميم وصناعة الآلات الفلكية، وكان يحكم صناعة الأسطرلاب، ولذلك نسب إليها وعرف بالأسطرلابي. وله زيادة في الآلات القديمة وعليه اعتمد عضد الدولة في المرصد ببغداد ذكره القفطي، وقال توفي في ذي الحجة سنة 379 ببغداد.

## إسهاماته في مجال تاريخ العلوم
كتب أبو حامد الصاغاني بعض التعليقات المبكرة في مجال تاريخ العلوم، ومن أبرز ما وصل إلينا من تعليقاته هذه المقارنة بين العلماء القدماء «البابليين والمصريين والإغريق والهنود» وبين العلماء المعاصرين «يقصد بهم علماء المسلمين في عصره»:
«لقد تميَّز العلماء القدماء باكتشاف المبادئ العلمية الأساسية واختراع الأفكار الجديدة، فيما تميَّز العلماء المعاصرون من جهة أخرى بالبحث في عدد كبير من التفاصيل العلمية، وتبسيط المسائل الصعبة، وجمع المعلومات المتفرقة، وشرح الأفكار الغامضة، توصل العلماء القدماء إلى إنجازاتهم الخاصة بحكم أولويتهم وسبقهم وليس بفضل أي مؤهلات أو ذكاء طبيعي، ولذلك بقيت الكثير من المواضيع العلمية غير مطروقة من قبلهم ثم أصبحت  مدار بحثٍ واهتمام للعلماء المعاصرين».

## إسهاماته الفلكية
كان أبو حامد الصاغاني عالم رياضيات وفلك مسلم من أصول فارسية اشتهر ببراعته في صناعة الإسطرلاب حتى لقب بالإسطرلابي، بالإضافة لخبرة في الهندسة والبيولوجيا وصناعة الأجهزة والآلات، وكان أيضاً أحد أبرز علماء الفلك في مرصد شرف الدولة البويهي وهو أول مرصد رسمي في التاريخ الإسلامي يحظى برعاية حكومية، وفي هذا المرصد قام أبو حامد الصاغاني بعددٍ كبير من الأبحاث والاكتشافات الفلكية وعمليات الرصد والحساب، وبعد عدة أعوام من عمله في المرصد كتب الصاغاني أبرز أعماله على شكل رسالة من 12 جزءاً يشرح فيها طريقته في صناعة إسطرلاب جديد متطور، ومن أعماله الهامة أيضاً في هذه الفترة موسوعة فلكية من ثلاثة أجزاء تبحث في أحجام الكواكب المعروفة ومداراتها والمسافات التي تفصلها عن الأرض.
يعتبر الإسطرلاب بمثابة آلة حاسبة أو حاسوب فلكي في زمنه، فهو يمثل نموذجاً ثنائي البعد للسماء ويظهر كيف تبدو في مكانٍ محدد في وقتٍ محدد، استخدم الإسطرلاب لتحديد أماكن الأجرام السماوية بما في ذلك الشمس والنجوم والكواكب السيارة بالإضافة لتحديد الوقت والاتجاهات، وقد اهتمَّ المسلمون بصناعة الإسطرلاب وتطويره بشكلٍ خاص لحاجتهم إليه في تحديد مواقيت الصلاة وفي الملاحة البحرية وأثناء السفر في الصحراء.
لا يمكن تحديد مخترع الإسطرلاب بدقة ولكن يُعتقد أنَّ أبا إسحق الفزاري هو أول من صنع إسطرلاباً في الحضارة العربية الإسلامية وكان الإسطرلاب الذي صنعه بسيطاً ومسطحاً وقد خضع لتطور كبير على مر السنين على يد عدد من العلماء المسلمين كالبيروني والصاغاني وابن الشاطر الدمشقي، مع ذلك يبدو من المؤكد وجود أنواع وأشكال شبيهة بالإسطرلاب وإن كانت أقل تطوراً منه في الحضارات القديمة كاليونانية والهندية والصينية، ففي عام 150 قبل الميلاد اخترع أبلونيوس إسطرلاباً معدنياً بسيطاً ويعتقد بعض المؤرخين أنَّ بطليموس نفسه كان يستخدم الإسطرلاب في حساباته الفلكية، وقد استمر استخدام الإسطرلاب في العالم الناطق باليونانية طوال حكم الإمبراطورية البيزنطية، وفي العام 550 ميلادي كتب الفيلسوف المسيحي يوحنا النحوي مقالة عن الإسطرلاب باللغة اليونانية مما يؤكد أنَّ الإسطرلاب كان معروفاً في الشرق المسيحي قبل أن يتم تطويره في العالم الإسلامي أو في الغرب اللاتيني، ولكنَّ التطوير الذي حصل في صناعة الإسطرلاب وفي استخداماته المتنوعة في الحضارة العربية الإسلامية كان كبيراً وغير مسبوق بحيث أنَّ هذا الاختراع أصبح ينسب بشكلٍ كامل للعلماء المسلمين.